# Varaude
La Varaude est une petite rivière française dont le cours est entièrement situé dans le département de la Côte-d'Or et qui se jette dans la Vouge.

## Géographie
Elle est issue de la jonction de deux ruisseaux, le Chairon et la Boïse.
- Le Chairon[1] est un ruisseau d'une longueur de 10,4 km qui prend sa source à la fontaine de Bergis (Brochon) avant de traverser les communes de Gevrey-Chambertin, Saulon-la-Rue, Barges, Saulon-la-Chapelle et Noiron-sous-Gevrey où il est rejoint par la Boïse (souvent considérée comme son affluent).
- La Boïse[2] prend sa source à la Fontaine de Boïse, sur la commune de Gevrey-Chambertin. Avant de rejoindre le Chairon, ce ruisseau de 8,4 km passe par Saint-Philibert, Broindon, Saulon-la-Chapelle et Noiron-sous-Gevrey. Elle reçoit elle-même les eaux de deux petits affluents, la Manssouse[3], ruisseau de 6 km[4], et le petit ruisseau de Roue[5] (6 km)[6].

Le lieu de « formation » de la Varaude, par confluence de ses sources, se trouve au lieu-dit Beau-Vallon (Noiron-sous-Gevrey), juste en amont du pont des Arvaux, ancien lieu de confluence avec la Sansfond avant le prolongement de cette dernière par les moines de Cîteaux. La Varaude sert de limite communale entre Noiron-sous-Gevrey et Saulon-la-Chapelle puis traverse la commune d'Izeure pour se jeter dans la Vouge.

## Histoire
Voir : Le génie hydraulique à Cîteaux